# Leila Grey
Leila Grey (nacida el 24 de enero de 1990) es una modelo, actriz y luchadora profesional estadounidense. En la actualidad compite para la promoción americana All Elite Wrestling (AEW).

## Carrera profesional
Grey debutó en 2020, luchando en el circuito independiente de Florida. Hizo su debut en All Elite Wrestling (AEW) el 3 de marzo de 2021, perdiendo ante Tay Conti en AEW Dark. El 10 de marzo, hizo su debut en AEW Dark: Elevation, perdiendo ante Diamante. El 4 de marzo de 2022, hizo su debut en televisión en AEW Rampage, perdiendo ante Serena Deeb. El 29 de junio, tras una derrota ante Jade Cargill en AEW Dynamite, Grey se volvió heel y se alineó con Cargill, convirtiéndose en una de The Baddies.

## Otras apariciones
En octubre de 2018, Grey apareció en un video musical para la canción Mia de Bad Bunny con Drake.

## Vida personal
Grey cita a Melina Perez, Sasha Banks y Trish Stratus entre sus inspiraciones en la lucha libre. Grey está actualmente comprometida con el luchador profesional Luke Kurtis.

## Campeonatos y logros
- Great Lakes Championship Wrestling
  - GLCW Women's Championship (1 vez)[10]
- Ohio Valley Wrestling
  - OVW Women's Championship (3 veces)
- Pro Wrestling 2.0
  - PW2.0 Women's Championship (1 vez)
- Pro Wrestling Illustrated
  - Posicionada en el nº 96 del top 150 de luchadoras femeninas en el PWI Female 150 en 2022[11]